# Quintanilla del Molar
Quintanilla del Molar ist ein nordspanisches Dorf und Hauptort einer Gemeinde (municipio) mit 47 Einwohnern (Stand: 2024) in der Provinz Valladolid in der Autonomen Gemeinschaft Kastilien-León. Die Gemeinde befindet sich mit der Nachbargemeinde Roales de Campos in einer Enklave der Provinz Zamora.

## Lage und Klima
Quintanilla del Molar liegt in der Region Tierra de Campos auf der kastilischen Hochebene in einer Höhe von ca. 740 m. Die Provinzhauptstadt Valladolid befindet sich mit ihrem Stadtzentrum etwa 72 Kilometer (Fahrtstrecke) südöstlich. 
Das Klima im Winter ist durchaus kalt, im Sommer dagegen warm bis heiß; die eher spärlichen Regenfälle (ca. 457 mm/Jahr) fallen überwiegend im Winterhalbjahr.

## Bevölkerungsentwicklung
| Jahr      | 1970 | 1981 | 1991 | 2001 | 2011 | 2021 |
| Einwohner | 150  | 105  | 88   | 91   | 70   | 57   |

## Sehenswürdigkeiten

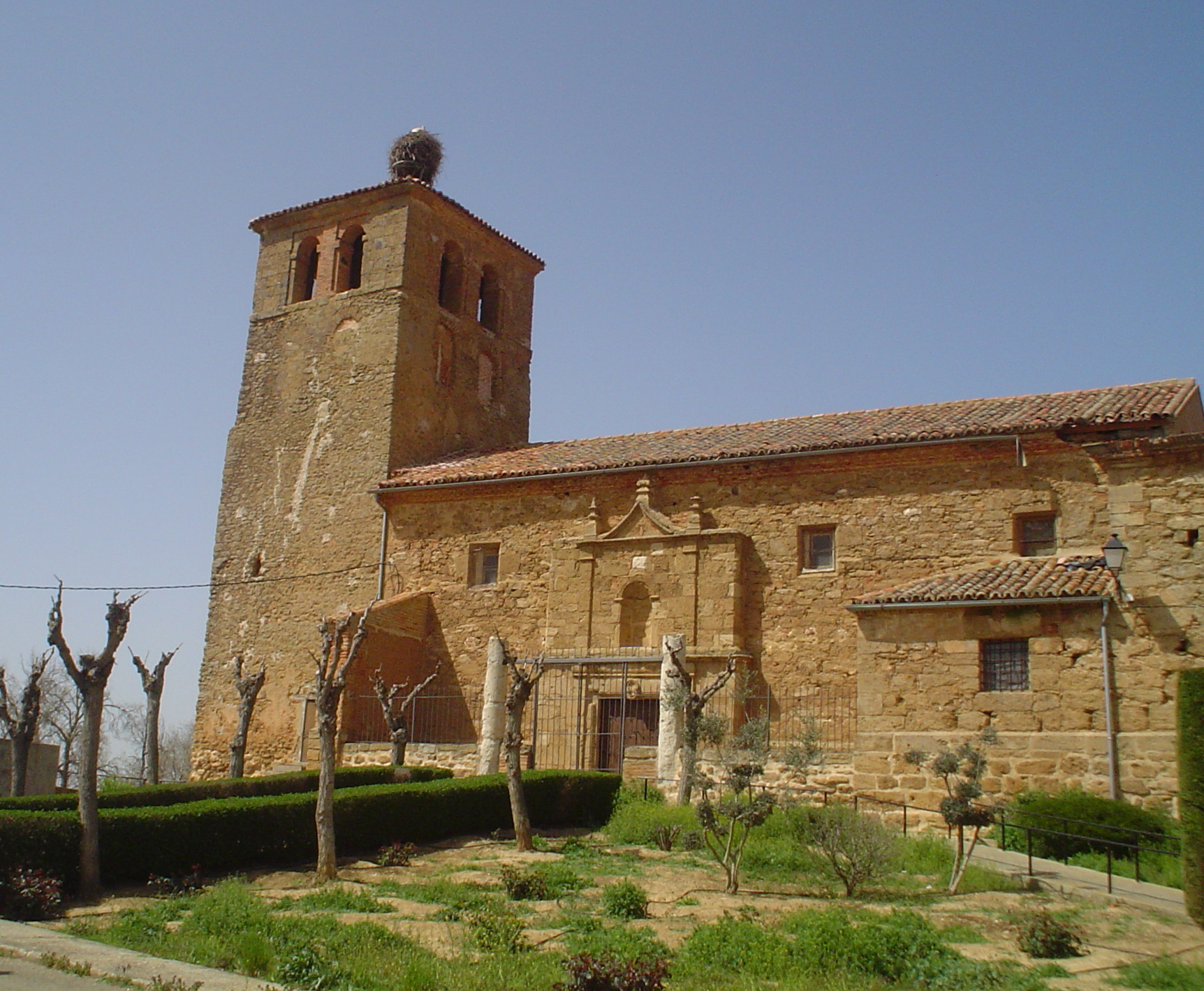
Thomaskirche
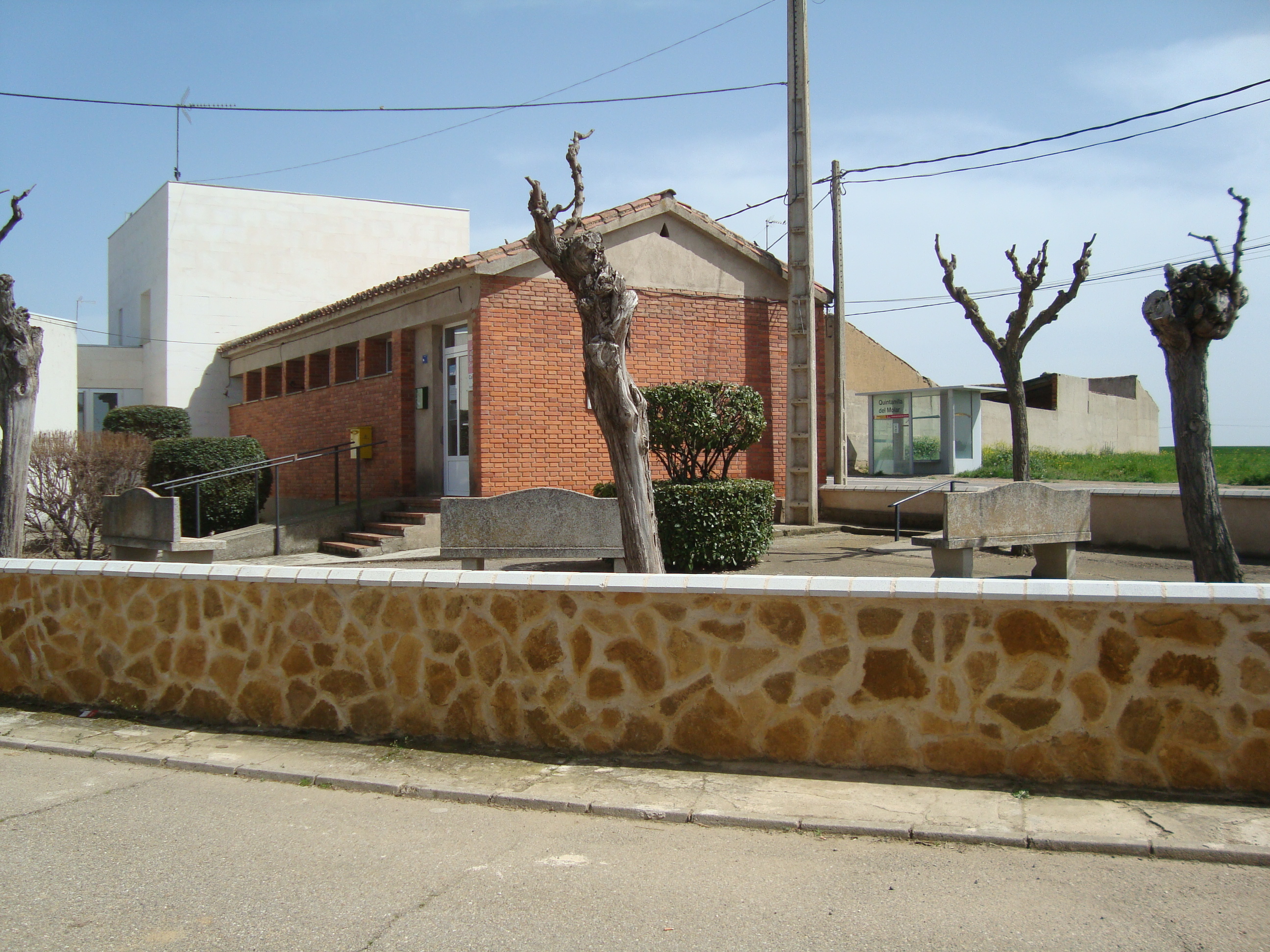
Rathaus

- Thomaskirche
- Rathaus